# Pierre G.T. Beauregard
Pierre Gustave Toutant Beauregard (ur. 28 maja 1818 w Saint Bernard, niedaleko Nowego Orleanu w stanie Luizjana, zm. 20 lutego 1893 w Nowym Orleanie) – amerykański wojskowy, generał armii konfederackiej, pisarz, urzędnik państwowy i wynalazca. Znany obecnie głównie pod inicjałami P.G.T. Beauregard, aczkolwiek rzadko używał pierwszego imienia i podpisywał korespondencję jako G.T. Beauregard.

## Życiorys
Jego rodzicami byli pochodzący z Francji Jacques Toutant-Beauregard i Hélène Judith de Reggio Toutant-Beauregard, potomkini włoskich emigrantów do Francji. W 1838 ukończył Wojskową Akademię West Point, początkowo dostał przydział do artylerii, a następnie został przeniesiony do wojsk inżynieryjnych.
Brał udział w wojnie amerykańsko-meksykańskiej (1846–1848) jako inżynier, pod koniec wojny został awansowany do stopnia majora.
W roku 1856 omal nie wygrał wyborów na burmistrza Nowego Orleanu.
23 stycznia 1861 został mianowany komendantem akademii West Point, w lutym 1861 po ogłoszeniu secesji przez Luizjanę zrezygnował ze stanowiska komendanta szkoły i wystąpił z armii.
W marcu 1861 zgłosił się do armii konfederackiej, w stopniu generała brygady został dowódcą obrony Charlestonu w Karolinie Południowej.
12 kwietnia 1861 rozkazał ostrzelać Fort Sumter, strzały te rozpoczęły wojnę secesyjną.
Służył głównie na wschodzie, ale od 17 marca do 7 maja 1862 dowodził Armią Missisipi, a od 16 marca do 26 kwietnia 1865 Armią Tennessee.
Walczył w I bitwie nad Bull Run, następnie został generałem i na początku 1862 wyruszył na zachód, gdzie brał udział w bitwie pod Shiloh. Jesienią 1862 wrócił na wschód i objął dowództwo nad wybrzeżem Konfederacji od Karoliny Północnej po Florydę. Pozostawał na tym stanowisku przez ponad półtora roku. Walczył pod Charleston, w Karolinie Północnej i w Wirginii, wspomagając armię gen. Lee.
Po kapitulacji wojsk konfederatów powrócił w roku 1865 do Nowego Orleanu i zajął się przemysłem kolejowym.